# 中国人民政治协商会议
中國人民政治协商会议（简称人民政协或政协）是中國共产党领导的多党合作和政治协商制度下的统一战线组织，被定义为中国特色协商民主的主要载体和实践形式。中华人民共和国宪法规定：中國共产党领导的多党合作和政治协商制度将长期存在和发展。中國共产党领导的多党合作和政治协商制度是中华人民共和国的一项基本政治制度。中国人民政治协商会议是中国共产党领导的多党合作和政治协商的重要机构，是中国人民爱国统一战线组织。中國人民政治协商会议是政治协商和咨询机关；它不属于国家机构体系，也不是立法机关。
現任十四届全国委員会，於2023年3月就任。

## 历史
1945年抗日战争胜利后，1945年8月至10月國共重慶談判時，中國共產黨代表周恩來認為談判重點就是召開政治會議討論建國方案，便提出召集黨派會議的協定草案。國民政府代表王世不同意“黨派會議”的名稱，赫尔利提出“政治会议”名称，各方接受。张治中在9月10日会谈中為充分尊重各方意願，提出在“政治會議”中加入“協商”二字，中共默認接受了這個建議。在10月的毛澤東、蔣中正談判中，政治協商會議的名稱及其任務便正式確定下來，並寫進了《政府與中共代表會談紀要》（即“雙十協定”），決定“由國民政府召開政治協商會議，邀請各黨派代表及社會賢達共商國是”。 
1946年1月10日至31日，由中国国民党（8人）、中國共产党（7人）、中國民主同盟（9人）、中國青年党（5人）、社会贤达（9人）的代表共38人在重慶召开了政治協商會議，再一次確定了和平建國的基本方针，並提出了對《中華民國憲法》草案的若干修正建議。同年11月，中国国民党单方面宣布召开“制宪国民大会”，中國共产党及中國民主同盟谴责中国国民党撕毁政治协商会议决议，政治协商会议由此解体。
1948年4月30日，中共中央发布纪念“五一”劳动节口号，提出迅速召开新的政治协商会议，讨论并实现召集人民代表大会，成立民主联合政府。各民主党派、各人民团体、无党派民主人士及海外华侨纷纷发表声明、宣言、通电响应。随后，响应中共中央“五一”口号的各民主党派、各人民团体、各界民主人士、少数民族人士、海外华侨代表人士，从中国各地及海外陆续抵达解放区，与中共代表协商召开新政治协商会议事宜。1948年11月25日，中共中央代表与抵达哈尔滨的各界民主人士代表就成立新政治协商会议筹备会等问题达成了协议。新政治协商会议筹备会的“新”是为与1946年的政治协商会议（被称为“旧政协”）相区别，两者没有直接联系。
1949年6月15日，新政治协商会议筹备会在北平正式成立，并于6月15日至19日召开第一次全体会议。参加新政治协商会议筹备会的有：中国共产党、中国国民党革命委员会、中国民主同盟、民主建国会、无党派民主人士、中国民主促进会、中国农工民主党、中国人民救国会、三民主义同志联合会、中国国民党民主促进会、中国致公党、中国人民解放军、中华全国总工会、解放区农民团体、产业界民主人士、文化界民主人士、民主教授、中华全国民主青年联合总会、中华全国民主妇女联合会、中华全国学生联合会、上海人民团体联合会、国内少数民族、海外华侨民主人士，共计23个单位134位代表。新政治协商会议筹备会负责新政治协商会议一切筹备事宜，其中心任务是：（1）商决并邀请参加新政治协商会议的单位和代表；（2）决定新政治协商会议开会时间、地点及议程；（3）拟定新政治协商会议组织条例草案；（4）制定共同纲领草案；（5）提出建立中华人民共和国政府的方案。新政治协商会议筹备会第一次全体会议选出毛泽东等21人组成常务委员会，负责筹备会日常事务。21位常务委员为张澜、譚平山、周恩來、章伯鈞、黃炎培、林伯渠、朱德、馬寅初、蔡暢、毛澤東、張奚若、陳叔通、沈鈞儒、馬敘倫、郭沫若、李濟深、李立三、蔡廷鍇、陳嘉庚、烏蘭夫、沈雁冰。6月16日，新政治协商会议筹备会常务委员会第一次会议在北平举行，会议选举毛泽东为常务委员会主任，周恩来、李济深、沈钧儒、郭沫若、陈叔通为常务委员会副主任，决定李维汉为常务委员会秘书长，齐燕铭、余心清、孙起孟、阎宝航、罗叔章、周新民、连贯、宦乡、沈体兰9人为常务委员会副秘书长。新政治协商会议筹备会开过2次全体会议，8次常务委员会会议。1949年9月17日，新政治协商会议筹备会第二次全体会议正式决定，将新政治协商会议定名为“中国人民政治协商会议”。
1949年9月21日，中国人民政治协商会议第一届全体会议在北平召开，宣告中国人民政治协商会议正式成立。参加会议的有46个单位的662位代表。会议通过了《中国人民政治协商会议共同纲领》、《中国人民政治协商会议组织法》、《中华人民共和国中央人民政府组织法》。会议还通过了关于国旗、国歌、国都、纪年等项决议，会议选举了中国人民政治协商会议第一届全国委员会委员。在当时还不具备召开普选产生的第一届全国人民代表大会的条件下，中国人民政治协商会议全体会议自此开始代行全国人民代表大会职权。
《中国人民政治协商会议共同纲领》序言规定：“中国人民民主专政是中国工人阶级、农民阶级、小资产阶级、民族资产阶级及其他爱国民主分子的人民民主统一战线的政权，而以工农联盟为基础，以工人阶级为领导。由中国共产党、各民主党派、各人民团体、各地区、人民解放军、各少数民族、国外华侨及其他爱国民主分子的代表们所组成的中国人民政治协商会议，就是人民民主统一战线的组织形式。中国人民政治协商会议代表全国人民的意志，宣告中华人民共和国的成立，组织人民自己的中央政府。”《中国人民政治协商会议共同纲领》第二章“政权机关”第13条规定：“中国人民政治协商会议为人民民主统一战线的组织形式。……在普选的全国人民代表大会召开以前，由中国人民政治协商会议的全体会议执行全国人民代表大会的职权，制定中华人民共和国中央人民政府组织法，选举中华人民共和国中央人民政府委员会，并付之以行使国家权力的职权。在普选的全国人民代表大会召开以后，中国人民政治协商会议得就有关国家建设事业的根本大计及其他重要措施，向全国人民代表大会或中央人民政府提出建议案。”
1954年9月，第一届全国人民代表大会第一次会议在北京召开。会议通过并公布了《中华人民共和国宪法》。至此，中国人民政治协商会议全体会议不再代行立法机关的职权。但一届人大一次会议召开后，中国人民政治协商会议作为统一战线组织继续存在至今。
1954年《中华人民共和国宪法》中没有出现中国人民政治协商会议。宪法序言指出：“我国人民在建立中华人民共和国的伟大斗争中已经结成以中国共产党为领导的各民主阶级、各民主党派、各人民团体的广泛的人民民主统一战线。今后在动员和团结全国人民完成国家过渡时期总任务和反对内外敌人的斗争中，我国的人民民主统一战线将继续发挥它的作用。”但没有提及人民民主统一战线与中国人民政治协商会议的关系。即没有谈到中国人民政治协商会议是同政府协议事情的机构，也未明确纳入同时期毛泽东提出的中国人民政治协商会议是党派性机关的定性。
当时有不少人主张将中国人民政治协商会议纳入宪法，但最终被否决。刘少奇在作《关于中华人民共和国宪法草案的报告》时说明：“有些人提议宪法序言中增加关于中国人民政治协商会议的地位和任务的规定。宪法起草委员会认为宪法序言中可以不作这样的规定。中国人民政治协商会议是我国人民民主统一战线的组织形式。它曾代行全国人民代表大会的职权，这种职权今后当然不再需要由它行使，但是它作为统一战线的组织将在我国的政治生活中继续发挥它的作用。既然它是统一战线的组织，所以，参加统一战线的各党派、各团体，将经过协商，自行作出有关这个组织的各种规定。”
中国人民政治协商会议的定性问题引起了争论，但主流意见是将其从国家机关中划分出来。因此，1954年12月召开的中国人民政治协商会议第二届全国委员会第一次会议决定废止《中国人民政治协商会议组织法》，另行起草《中国人民政治协商会议章程》。《中国人民政治协商会议章程》规定：中国人民政治协商会议的性质是“团结全国各民族、各民主阶级、各民主党派、各人民团体、国外华侨和其他爱国民主人士的人民民主统一战线的组织。”1954年12月19日，毛泽东在邀请各民主党派、无党派民主人士座谈政协工作时发表《关于政协的性质和任务》讲话称，“政协的性质有别于国家权力机关——全国人民代表大会，它也不是国家的行政机关。有人说，政协全国委员会的职权要相等或大体相等于国家机关，才说明它是被重视的。如果这样说，那么共产党没有制宪之权，不能制定法律，不能下命令，只能提建议，是否也就不重要了呢？不能这样看。如果把政协全国委员会也搞成国家机关，那就会一国二公，是不行的。要区别各有各的职权。”“政协是全国各民族、各民主阶级、各民主党派、各人民团体、国外华侨和其他爱国民主人士的统一战线组织，是党派性的，它的成员主要是党派、团体推出的代表。”政协的任务主要是：“一、协商国际问题”、“二、商量候选人名单”、“三、提意见”、“四、协调各民族、各党派、各人民团体和社会民主人士领导人员之间的关系”、“五、学习马列主义”。周恩来根据毛泽东的意见，在中国人民政治协商会议第二届全国委员会第一次会议上对这五项任务作了说明。但是，《中国人民政治协商会议章程》只是在总纲中对中国人民政治协商会议的性质、作用、任务作了原则性规定，对全国委员会和地方委员会只笼统规定“进行协商和工作”，而没有规定具体职权。
1954年第一届全国人民代表大会第一次会议召开后，根据《中国人民政治协商会议章程》规定，为减少不必要的层次，中国人民政治协商会议的全国机构由原来的中国人民政治协商会议全体会议、全国委员会、常务委员会三层改成了中国人民政治协商会议全国委员会全体会议、常务委员会两层。中国人民政治协商会议地方委员会也是中国人民政治协商会议地方委员会全体会议、常务委员会两层。全体会议闭会期间，由常务委员会主持会务，领导日常工作。这一组织机构基本框架一直沿用至今。
1954年第一届全国人民代表大会成立后，1956年社会主义改造完成，中华人民共和国进入社会主义建设阶段。1956年5月2日，毛泽东在第七次最高国务会议上作《论十大关系》的报告，提出了中国共产党与民主党派“长期共存，互相监督”的方针。1956年9月，刘少奇在中国共产党第八次全国代表大会上作的政治报告中宣布，“长期共存，互相监督”是中国共产党和各民主党派都应遵循的方针。1957年2月27日，毛泽东在《关于正确处理人民内部矛盾的问题》的讲话中，对“长期共存、互相监督”方针作了进一步阐述。1957年中国共产党進行了反右运动。1962年，中共八届十中全会又提出“千万不要忘记阶级斗争”。自1957年反右运动后，民主党派的參政議政日益受到限制，中国人民政治协商会议的功能日益萎缩。
1966年文化大革命爆发后，中国人民政治协商会议全国委员会和地方委员会的工作均陷入瘫痪。1966年8月30日，中国人民政治协商会议全国委员会机关停止办公。地方委员会机关也纷纷停止办公。但毛泽东仍多次谈到“政协还是要的，民主党派还是要的”。1966年中华人民共和国国庆节，毛泽东在天安门城楼上对李宗仁说：“红卫兵把全国政协、民主党派封了，但政协还是要的，民主党派还是要的。”1971年8月，毛泽东南巡时说，民主党派还是要的，不要急于取消。1971年底，中国人民政治协商会议的工作开始局部恢复。1973年2月28日，经周恩来批准，中国人民政治协商会议全国委员会举行“纪念台湾人民‘二·二八’起义二十六周年座谈会”，这标志着中国人民政治协商会议全国委员会恢复活动。
1975年《中华人民共和国宪法》仍未提到中国人民政治协商会议。1978年《中华人民共和国宪法》虽仍未提到中国人民政治协商会议，但在宪法序言中提出：“要巩固和发展工人阶级领导的，以工农联盟为基础的，团结广大知识分子和其他劳动群众，团结爱国民主党派、爱国人士、台湾同胞、港澳同胞和国外侨胞的革命统一战线。”
1978年中共十一届三中全会对中国共产党的指导思想进行了拨乱反正。1979年6月15日，邓小平在中国人民政治协商会议第五届全国委员会第二次会议上致开幕词时说：“中国的社会主义现代化建设事业，继续需要政协就有关国家的大政方针、政治生活和四个现代化建设中的各项社会经济问题，进行协商、讨论，实行互相监督，发挥对宪法和法律实施的监督作用。”1980年8月28日，邓小平在中国人民政治协商会议第五届全国委员会第三次会议上致开幕词时说：“人民政协是在共产党领导下实现各党派和无党派人士团结合作的重要组织，也是我们政治体制中发扬社会主义民主、实行互相监督的重要形式。”
1982年9月，中国共产党第十二次全国代表大会将1982年1月全国统战工作会议提出的“肝胆相照，荣辱与共”同“长期共存，互相监督”融合为一体，成为“长期共存，互相监督，肝胆相照，荣辱与共”，作为新时期统一战线的方针。
1982年12月，第五届全国人民代表大会第五次会议通过并颁布了《中华人民共和国宪法》（即现行宪法）。此次修宪由邓小平任宪法修改委员会主任，全国人民代表大会常务委员会委员长叶剑英直接主持。宪法序言中第一次明确规定：“中国人民政治协商会议是有广泛代表性的统一战线组织，过去发挥了重要的历史作用，今后在国家政治生活、社会生活和对外友好活动中，在进行社会主义现代化建设、维护国家的统一和团结斗争中，将进一步发挥它的重要作用。”这95个字保住了宪法全民征求意见稿的内容。这次修宪否定了许多人提出的在宪法中增加中国人民政治协商会议内容的要求。经争论，宪法序言最后一句话定为：“全国各族人民、一切国家机关和武装力量、各政党和各社会团体、各企业事业组织，都必须以宪法为根本的活动准则，并且负有维护宪法尊严、保证宪法实施的职责。”由此承认了中华人民共和国除中国共产党外，还有其他政党合法存在，但为避免被误解为“多党制”而没有提及有些提议中的“共产党领导的多党合作制”等任何显示多党共存的写法。
1982年宪法通过后，同年召开的中国人民政治协商会议第五届全国委员会第五次会议通过了修订的《中国人民政治协商会议章程》。刘澜涛在关于《中国人民政治协商会议章程（修改草案）》的说明中称，“政协章程草案对于人民政协性质的规定同宪法修改草案序言中的有关阐述是完全一致的。”《中国人民政治协商会议章程》对宪法的规定进一步明确，强调“中国人民政治协商会议是中国人民爱国统一战线组织”，并在总纲中强调“在人民革命和建设事业中同中国共产党一道前进、一道经受考验并作出重要贡献的各民主党派，已经成为各自所联系的一部分社会主义劳动者和拥护社会主义的爱国者的政治联盟，日益发挥其重要作用。”在总纲最后一个自然段提出“中国人民政治协商会议是我国政治生活中发扬社会主义民主的一种重要形式，根据中国共产党同各民主党派和无党派人士‘长期共存，互相监督’，‘肝胆相照，荣辱与共’的方针，对国家的大政方针和群众生活的重要问题进行政治协商，并通过建议和批评发挥民主监督作用。”这实际上第一次明确了中国人民政治协商会议的主要职能是政治协商、民主监督。
1989年12月，中共中央发布的《中共中央关于坚持和完善中国共产党领导的多党合作和政治协商制度的意见》称：“中国共产党领导的多党合作和政治协商制度是我国一项基本政治制度。”“人民政协是我国爱国统一战线组织，也是共产党领导的多党合作和政治协商的一种重要组织形式。1989年1月政协全国委员会制定的《关于政治协商、民主监督的暂行规定》，应当认真贯彻执行。”1993年3月，第八届全国人民代表大会第一次会议通过了《中华人民共和国宪法修正案》，其中在宪法序言第十自然段末尾增加：“中国共产党领导的多党合作和政治协商制度将长期存在和发展。”这是第一次通过宪法明确肯定了各民主党派的合法性以及中国共产党领导的多党合作和政治协商制度的合法性。
1994年通过的《中国人民政治协商会议章程》修正案，按照与《中华人民共和国宪法》相衔接的原则，增加了中国人民政治协商会议“是中国共产党领导的多党合作和政治协商的重要机构”的内容。中共中央转发的1995年1月中国人民政治协商会议第八届全国委员会常务委员会第九次会议通过的《政协全国委员会关于政治协商、民主监督、参政议政的规定》规定：“中国人民政治协商会议是中国人民爱国统一战线的组织，是中国共产党领导的多党合作和政治协商的重要机构，是我国政治生活中发扬社会主义民主的重要形式。”2004年3月中国人民政治协商会议第十届全国委员会第二次会议修改通过的《中国人民政治协商会议章程》规定，中国人民政治协商会议“是中国人民爱国统一战线的组织，是中国共产党领导的多党合作和政治协商的重要机构，是我国政治生活中发扬社会主义民主的重要形式”，并规定中国人民政治协商会议的主要职能是“政治协商、民主监督、参政议政”。
2013年，中国31个省级行政区的政协主席全部不再担任所在省级行政区的中共党委常委，媒体认为这是对政协参政议政独立性的一种强化举措。

## 章程
1949年9月27日，中国人民政治协商会议第一届全体会议通过了《中国人民政治协商会议组织法》。1954年12月召开的中国人民政治协商会议第二届全国委员会第一次会议决定废止《中国人民政治协商会议组织法》，另行起草《中国人民政治协商会议章程》。
1954年12月25日，中国人民政治协商会议第二届全国委员会第一次会议通过了《中国人民政治协商会议章程》。
1982年12月11日，中国人民政治协商会议第五届全国委员会第五次会议通过了新修订的《中国人民政治协商会议章程》。1994年3月19日，中国人民政治协商会议第八届全国委员会第二次会议通过了《中国人民政治协商会议章程修正案》。2000年3月11日，中国人民政治协商会议第九届全国委员会第三次会议通过了《中国人民政治协商会议章程修正案》。2004年3月12日，中国人民政治协商会议第十届全国委员会第二次会议通过了《中国人民政治协商会议章程修正案》。
2000年修订的《中国人民政治协商会议章程》总则规定：“中国人民政治协商会议的一切活动以中华人民共和国宪法为根本的准则。”“中国人民政治协商会议全国委员会和地方委员会，依法维护其参加单位和个人按照本章程履行职责的权利。”第二十二条规定：“参加中国人民政治协商会议全国委员会或地方委员会的单位和个人，都有遵守和履行本章程的义务。”第五十一条规定：“本章程经中国人民政治协商会议全国委员会全体会议通过后实行。”
2018年3月15日，政協第十三屆全國委員會第一次會議通過中國人民政治協商會議章程修正案。

## 性质
|                              | 中国人民政治协商会议是有广泛代表性的爱国统一战线组织，过去发挥了重要的历史作用，今后在国家政治生活、社会生活和对外友好活动中，在进行社会主义现代化建设、维护国家的统一和团结的斗争中，将进一步发挥它的重要作用。中国共产党领导的多党合作和政治协商制度将长期存在和发展。 |
| ——《中华人民共和国宪法》序言 | |

2004年修订后的《中国人民政治协商会议章程》总纲规定：“中国人民政治协商会议是中国人民爱国统一战线的组织，是中国共产党领导的多党合作和政治协商的重要机构，是我国政治生活中发扬社会主义民主的重要形式。团结和民主是中国人民政治协商会议的两大主题。”

## 工作
《中国人民政治协商会议章程》第一章“工作总则”第一条规定：“中国人民政治协商会议全国委员会和地方委员会，按照中国人民政治协商会议章程进行工作。”第三条规定：“中国人民政治协商会议全国委员会和地方委员会的主要职能是政治协商、民主监督、参政议政。”
- 政治协商：“是对国家和地方的大政方针以及政治、经济、文化和社会生活中的重要问题在决策之前进行协商和就决策执行过程中的重要问题进行协商。中国人民政治协商会议全国委员会和地方委员会可根据中国共产党、人民代表大会常务委员会、人民政府、民主党派、人民团体的提议，举行有各党派、团体的负责人和各族各界人士的代表参加的会议，进行协商，亦可建议上列单位将有关重要问题提交协商。”
- 民主监督：“是对国家宪法、法律和法规的实施，重大方针政策的贯彻执行、国家机关及其工作人员的工作，通过建议和批评进行监督。”
- 参政议政：“是对政治、经济、文化和社会生活中的重要问题以及人民群众普遍关心的问题，开展调查研究，反映社情民意，进行协商讨论。通过调研报告、提案、建议案或其他形式，向中国共产党和国家机关提出意见和建议。”[26]

《中国人民政治协商会议章程》第五条至第二十条具体规定了中国人民政治协商会议全国委员会和地方委员会的工作：
- 第五条：“中国人民政治协商会议全国委员会和地方委员会贯彻依法治国方略，宣传和执行国家的宪法、法律、法规和各项方针、政策，推动社会力量积极参加社会主义物质文明、政治文明和精神文明的建设事业。”
- 第六条：“中国人民政治协商会议全国委员会和地方委员会坚持公有制为主体、多种所有制经济共同发展的基本经济制度。巩固和发展公有制经济，鼓励、支持和引导非公有制经济发展。坚持按劳分配为主体、多种分配方式并存的分配制度。促进社会生产力的解放和发展。”
- 第七条：“中国人民政治协商会议全国委员会和地方委员会密切联系各方面人士，反映他们及其所联系的群众的意见和要求，对国家机关和国家工作人员的工作提出建议和批评，协助国家机关进行机构改革和体制改革，改进工作，提高工作效率，克服官僚主义，加强廉政建设。”
- 第八条：“中国人民政治协商会议全国委员会和地方委员会调整和处理统一战线各方面的关系和中国人民政治协商会议内部合作的重要事项。”
- 第九条：“中国人民政治协商会议全国委员会和地方委员会通过各种形式，积极传播先进文化，弘扬和培育民族精神，开展爱祖国、爱人民、爱劳动、爱科学、爱社会主义的公德以及革命的理想、道德和纪律的宣传教育工作。”
- 第十条：“中国人民政治协商会议全国委员会和地方委员会坚持发展科学、繁荣文化的“百花齐放、百家争鸣”的方针，密切联系国家机关和其他有关组织，在政治、法律、经济、教育、科学技术、文化艺术、医药卫生、体育等方面开展调查研究等活动，广开言路，广开才路，充分发挥委员的专长和作用。”“中国人民政治协商会议全国委员会和地方委员会推动和协助社会力量兴办各种有利于社会主义建设的事业。”
- 第十一条：“中国人民政治协商会议全国委员会和地方委员会组织委员视察、参观和调查，了解情况，就各项事业和群众生活的重要问题进行研究，通过建议案、提案和其他形式向国家机关和其他有关组织提出建议和批评。”
- 第十二条：“中国人民政治协商会议全国委员会和地方委员会组织和推动委员在自愿的基础上学习马克思列宁主义、毛泽东思想、邓小平理论和“三个代表”重要思想，学习时事政治，学习和交流业务和科学技术知识，增强为祖国服务的才能。”
- 第十三条：“中国人民政治协商会议全国委员会和地方委员会宣传和参与贯彻执行国家关于统一祖国的方针政策，积极开展同台湾同胞和各界人士的联系，促进祖国统一大业的实现。”“加强同香港特别行政区同胞、澳门特别行政区同胞的联系和团结，鼓励他们为保持港澳地区的繁荣和稳定，为建设祖国和统一祖国作出贡献。”
- 第十四条：“中国人民政治协商会议全国委员会和地方委员会宣传和协助贯彻执行国家的人才强国战略和知识分子政策，尊重劳动、尊重知识、尊重人才、尊重创造，以利于充分发挥各类人才和知识分子在社会主义现代化建设中的作用。”
- 第十五条：“中国人民政治协商会议全国委员会和地方委员会宣传和协助贯彻执行国家的民族政策，反映少数民族的意见和要求，为发展少数民族地区的经济、文化，维护少数民族的合法权利和利益，坚持和完善民族区域自治制度，巩固和发展平等团结互助的社会主义民族关系，促进各民族共同繁荣进步，增进各族人民的大团结和维护祖国的统一贡献力量。”
- 第十六条：“中国人民政治协商会议全国委员会和地方委员会宣传和协助贯彻执行国家的宗教信仰自由政策，支持政府依法管理宗教事务，坚持独立自主自办的原则，积极引导宗教与社会主义社会相适应，团结宗教界爱国人士和宗教信仰者为祖国的建设和统一贡献力量。”
- 第十七条：“中国人民政治协商会议全国委员会和地方委员会宣传和协助贯彻执行国家的侨务政策，加强同归侨、侨眷和海外侨胞的联系和团结，鼓励他们为祖国的建设事业和统一祖国的大业作出贡献。”
- 第十八条：“中国人民政治协商会议全国委员会和地方委员会宣传和协助贯彻执行国家的外交政策，根据具体情况，积极主动地开展人民外交活动，加强同各国人民的友好往来和合作。”
- 第十九条：“中国人民政治协商会议全国委员会和地方委员会根据统一战线组织的特点进行关于中国近代史、现代史资料的征集、研究和出版工作。”
- 第二十条：“中国人民政治协商会议全国委员会加强同地方委员会的联系，沟通情况，交流经验，研究地方委员会带共同性的问题。”[26]

## 组织

### 机构
2004年修订的《中国人民政治协商会议章程》第二章“组织总则”第十九条规定：“中国人民政治协商会议设全国委员会和地方委员会。”“中国人民政治协商会议全国委员会对地方委员会的关系和地方委员会对下级地方委员会的关系是指导关系。”第二十三条规定：“中国人民政治协商会议地方委员会对全国委员会的全国性的决议，下级地方委员会对上级地方委员会的全地区性的决议，都有遵守和履行的义务。”各级政协都设有全体会议、常务委员会。
- 中国人民政治协商会议全国委员会（简称“全国政协”）：“中国人民政治协商会议全国委员会全体会议”每年举行一次；常务委员会认为必要时，得临时召集之。“中国人民政治协商会议全国委员会常务委员会”（简称“全国政协常委会”）主持全国委员会会务[26]。
- 中国人民政治协商会议地方委员会（简称“地方政协”）：中国人民政治协商会议各级地方委员会的全体会议每年至少举行一次。中国人民政治协商会议各级地方委员会常务委员会主持各级地方委员会会务[26]。

《中国人民政治协商会议章程》第三十一条规定：“中国人民政治协商会议全国委员会每届任期五年。如遇非常情况，由常务委员会以全体组成人员的三分之二以上的多数通过，得延长任期。”第四十二条规定：“中国人民政治协商会议的省、自治区、直辖市、自治州、设区的市、县、自治县、不设区的市和市辖区的地方委员会每届任期五年。”
截至目前，中国人民政治协商会议全国委员会全体会议尚无临时召集的情况，中国人民政治协商会议全国委员会也没有发生过延长任期的情况。
为发挥政协的政治协商功能，在政协全体会议之外，各级政协还拥有专题协商、界别协商、对口协商、提案办理协商等四个协商平台。

### 组成
2004年修订的《中国人民政治协商会议章程》第二十条规定：“中国人民政治协商会议全国委员会由中国共产党、各民主党派、无党派人士、人民团体、各少数民族和各界的代表，香港特别行政区同胞、澳门特别行政区同胞、台湾同胞和归国侨胞的代表以及特别邀请的人士组成，设若干界别。”“中国人民政治协商会议地方委员会的组成，根据当地情况，参照全国委员会的组成决定。”
第二十一条规定：“凡赞成本章程的党派和团体，经中国人民政治协商会议全国委员会常务委员会协商同意，得参加中国人民政治协商会议全国委员会。个人经中国人民政治协商会议全国委员会常务委员会协商邀请，亦得参加中国人民政治协商会议全国委员会。参加地方委员会者，由各级地方委员会按照本条上述规定办理。”

#### 界别
界别是中国人民政治协商会议的基本单元和组织形式。界别是指政协组织按照各党派、各团体、各民族和社会各界等不同类别，为分配委员名额、进行委员编组、组织委员活动而设立的组织类型。 
中国人民政治协商会议成立之初，没有“界别”之说，而是笼统地称为“参加单位”。中国人民政治协商会议第一届全体会议共有46个参加单位，包括14个党派、16个团体和方面、9个地区、6个军队以及特别邀请人士。
1954年随着宪法颁布，中国人民政治协商会议的参加单位变化较大，区域、军队代表不再参加中国人民政治协商会议。1954年中国人民政治协商会议第二届全国委员会成立时，设立了“医药卫生界”、“教育界”、“新闻界”等，并设立了“合作社”。1978年的中国人民政治协商会议第五届全国委员会第一次会议，取消了“合作社”，增加了“体育界”。1983年，中国人民政治协商会议第六届全国委员会增加了来自“中华全国台胞联谊会”和“港澳同胞”的委员。1993年，中国人民政治协商会议第八届全国委员会增设了“经济界”，并将原来的“港澳同胞”分为“香港同胞”和“澳门同胞”。1998年，中国人民政治协商会议第九届全国委员会将“香港同胞”改为“特邀香港人士”，“澳门同胞”改为“特邀澳门人士”，反映了香港回归和澳门回归后委员身份的变化。2003年，中国人民政治协商会议第十届全国委员会将“社会福利界”调整为“社会福利和社会保障界”。2023年，中国人民政治协商会议第十四届全国委员会将“中国共产主义青年团”与“中华全国青年联合会”界别合并，并增加“环境资源界”。
2004年修订的《中国人民政治协商会议章程》第一次提到了“界别”。其中除了第二十条外，还有第三十条规定：“每届中国人民政治协商会议全国委员会的参加单位、委员名额和人选及界别设置，经上届全国委员会主席会议审议同意后，由常务委员会协商决定。”“每届全国委员会任期内，有必要增加或者变更参加单位、委员名额和决定人选时，经本届主席会议审议同意后，由常务委员会协商决定。”第四十一条规定：“每届中国人民政治协商会议地方委员会的参加单位、委员名额和人选及界别设置，经上届地方委员会主席会议审议同意后，由常务委员会协商决定。”“每届地方委员会任期内，如有必要增加或者变更参加单位、委员名额和决定人选，经本届地方委员会主席会议审议同意后，由常务委员会协商决定。”
现在“界别”和“参加单位”两词仍都在使用，不过“界别”已经取代了最初“参加单位”所指的概念（当然有时狭义上“界别”也可非正式地用来指代各少数民族和各界的代表，因其末尾均带“界”字），而“参加单位”一词则专指参加政协的中国共产党、各民主党派、各人民团体，而不包括无党派人士、各少数民族和各界的代表、特邀人士。以中国人民政治协商会议第十二届全国委员会为例，共设34个界别，共有17个参加单位（9个政党、8个人民团体）。
目前中国人民政治协商会议全国委员会共设34个界别：
| 中国共产党、各民主 党派、无党派人士 | 人民团体 | 各少数民族和各界的代表 | 特邀人士                               |
| --- | --- | --- | -------------------------------------- |
| 中国共产党 中国国民党革命委员会 中国民主同盟 中国民主建国会 中国民主促进会 中国农工民主党 中国致公党 九三学社 台湾民主自治同盟 无党派人士 | 中国共产主义青年团和 中华全国青年联合会 中华全国总工会 中华全国妇女联合会 中华全国工商业联合会 中国科学技术协会 中华全国台湾同胞联谊会 中华全国归国华侨联合会 | 文化艺术界 科学技术界 社会科学界 经济界 农业界 教育界 体育界 新闻出版界 医药卫生界 对外友好界 社会福利和社会保障界 环境资源界 少数民族界 宗教界 | 特邀香港人士 特邀澳门人士 特别邀请人士 |

中国人民政治协商会议地方委员会的组成，根据当地情况参照全国委员会的组成决定，但一般规模要比全国委员会小，参加单位也比全国委员会少，反映当地社会各界的构成特点。以主要城市的政协为例，2010年代初期，上海市、天津市、重庆市、大连市、深圳市政协等均设32个界别，厦门市政协设29个界别，浦东新区政协设31个界别。

#### 参加单位和个人
参加中国人民政治协商会议的分为单位和个人。相应的，政协委员中，有的是代表参加单位的，也有的是以个人名义参加。如上所述，目前“参加单位”是指各政党、各人民团体，所以在这些界别中的委员是代表参加单位的委员。而其他界别中的委员是以个人名义参加，这包括无党派人士、各少数民族和各界的代表、特邀人士。

##### 产生、警告处分、撤销资格
根据《中国人民政治协商会议章程》第三十条、第四十一条的规定，每届中国人民政治协商会议全国委员会或地方委员会的参加单位、委员名额和人选、界别设置，经上届主席会议审议同意后，由常务委员会协商决定。每届全国委员会或地方委员会任期内，有必要增加或者变更参加单位、委员名额和决定人选时，经本届主席会议审议同意后，由常务委员会协商决定。
自政协成立以来，参加单位一般较为固定。
在实践中，政协委员产生的具体步骤一般为：
1. 提名推荐：推荐全国委员会委员名单，由各党派中央、各人民团体、无党派人士、各界别等协商提出。在地方的全国委员会委员由各省、自治区、直辖市协商推荐。
2. 协商确定建议名单：对各推荐方面提出的推荐名单，由中共党委组织有关部门综合平衡，反复同各推荐方面协商，从而形成建议名单。
3. 政协常务委员会会议通过：将建议名单提交常务委员会会议协商和表决，经全体常务委员过半数同意通过。
4. 公布：经常务委员会会议通过的委员，由政协办公厅（或办公室）分别通知推荐单位和个人，向委员发放委员证书，并通过新闻媒体对社会公布[36]。

增补政协委员的程序也需经提名、协商、常务委员会会议通过、公布这四个步骤。
《中国人民政治协商会议章程》第二十四条规定：“中国人民政治协商会议全国委员会委员和地方委员会委员应热爱祖国，拥护中国共产党的领导和社会主义事业，维护民族团结和国家统一，遵守国家的宪法和法律，在本界别中有代表性，有社会影响和参政议政能力。”“中国人民政治协商会议全国委员会委员和地方委员会委员要密切联系群众，了解和反映他们的愿望和要求，参加本会组织的会议和活动。”
根据惯例，成为委员首先必须是年满18周岁的中华人民共和国公民，不允许拥有外国国籍的人士担任委员。
《中国人民政治协商会议章程》第二十九条规定：“参加中国人民政治协商会议全国委员会和地方委员会的单位和个人，如果严重违反中国人民政治协商会议章程或全体会议和常务委员会的决议，由全国委员会常务委员会或地方委员会常务委员会分别依据情节给予警告处分，或撤销其参加中国人民政治协商会议全国委员会或地方委员会的资格。”“受警告处分或撤销参加资格的单位或个人，如果不服，可以请求复议。”
截至目前，尚未发生过参加单位受警告处分或撤销参加资格的情况。但各级政协均有个人受警告处分或撤销参加资格的情况。

##### 权利
《中国人民政治协商会议章程》第二十六条规定：“中国人民政治协商会议全国委员会和地方委员会的委员，在本会会议上有表决权、选举权和被选举权；有对本会工作提出批评和建议的权利。”
第二十七条规定：“参加中国人民政治协商会议全国委员会和地方委员会的单位和个人，有通过本会会议和组织充分发表各种意见、参加讨论国家大政方针和各该地方重大事务的权利，对国家机关和国家工作人员的工作提出建议和批评的权利，以及对违纪违法行为检举揭发、参与调查和检查的权利。”
第二十八条规定：“参加中国人民政治协商会议全国委员会和地方委员会的单位和个人，有声明退出的自由。”

##### 委员待遇
政协委员绝大部分都是兼职，每位委员都有自己的本职工作。担任政协委员没有工资或特殊津贴。有的地方为参加政协会议及活动的政协委员提供误工补贴，但2012年中央八项规定发出后，各地对政协委员的误工补贴纷纷取消。
根据《公安机关办理刑事案件程序规定》和《最高人民检察院于审查逮捕和公诉工作贯彻刑诉法若干问题的意见》，公安机关和检察机关依法对政协委员采取强制措施前，得依备案制度，向该委员所在的政协通报情况；情况紧急的，可同时或事后及时通报。

##### 表决规则
《中国人民政治协商会议章程》第二十五条规定：“中国人民政治协商会议全国委员会和地方委员会全体会议的议案，应经全体委员过半数通过。常务委员会的议案，应经常务委员会全体组成人员过半数通过。各参加单位和个人对会议的决议，都有遵守和履行的义务。如有不同意见，在坚决执行的前提下可以声明保留。”

## 代表比例

### 協商會議
| 代表單位               | 1 | 2 | 3 | 4 | 5 | 6 | 7 | 8 | 9 | 10 | 11 | 12 | 13 | 14 |
| ---------------------- | - | - | - | - | - | - | - | - | - | -- | -- | -- | -- | -- |
| 中國共產黨             |   |   |   |   |   |   |   |   |   |    |    |    |    |    |
| 中國國民黨革命委員會   |   |   |   |   |   |   |   |   |   |    |    |    |    |    |
| 中國民主同盟           |   |   |   |   |   |   |   |   |   |    |    |    |    |    |
| 中國民主建國會         |   |   |   |   |   |   |   |   |   |    |    |    |    |    |
| 中國民主促進會         |   |   |   |   |   |   |   |   |   |    |    |    |    |    |
| 中國農工民主黨         |   |   |   |   |   |   |   |   |   |    |    |    |    |    |
| 中國致公黨             |   |   |   |   |   |   |   |   |   |    |    |    |    |    |
| 九三學社               |   |   |   |   |   |   |   |   |   |    |    |    |    |    |
| 台灣民主自治同盟       |   |   |   |   |   |   |   |   |   |    |    |    |    |    |
| 無黨派人士             |   |   |   |   |   |   |   |   |   |    |    |    |    |    |
| 中國共產主義青年團     |   |   |   |   |   |   |   |   |   |    |    |    |    |    |
| 中華全國總工會         |   |   |   |   |   |   |   |   |   |    |    |    |    |    |
| 中華全國婦女聯合會     |   |   |   |   |   |   |   |   |   |    |    |    |    |    |
| 中華全國青年聯合會     |   |   |   |   |   |   |   |   |   |    |    |    |    |    |
| 中華全國工商業聯合會   |   |   |   |   |   |   |   |   |   |    |    |    |    |    |
| 中國科學技術協會       |   |   |   |   |   |   |   |   |   |    |    |    |    |    |
| 中華全國台灣同胞聯誼會 |   |   |   |   |   |   |   |   |   |    |    |    |    |    |
| 中華全國歸國華僑聯合會 |   |   |   |   |   |   |   |   |   |    |    |    |    |    |
| 文化藝術界             |   |   |   |   |   |   |   |   |   |    |    |    |    |    |
| 科學技術界             |   |   |   |   |   |   |   |   |   |    |    |    |    |    |
| 社會科學界             |   |   |   |   |   |   |   |   |   |    |    |    |    |    |
| 經濟界                 |   |   |   |   |   |   |   |   |   |    |    |    |    |    |
| 農業界                 |   |   |   |   |   |   |   |   |   |    |    |    |    |    |
| 教育界                 |   |   |   |   |   |   |   |   |   |    |    |    |    |    |
| 體育界                 |   |   |   |   |   |   |   |   |   |    |    |    |    |    |
| 新聞出版界             |   |   |   |   |   |   |   |   |   |    |    |    |    |    |
| 醫藥衛生界             |   |   |   |   |   |   |   |   |   |    |    |    |    |    |
| 對外友好界             |   |   |   |   |   |   |   |   |   |    |    |    |    |    |
| 社會福利和社會保障界   |   |   |   |   |   |   |   |   |   |    |    |    |    |    |
| 少數民族界             |   |   |   |   |   |   |   |   |   |    |    |    |    |    |
| 宗教界                 |   |   |   |   |   |   |   |   |   |    |    |    |    |    |
| 特邀香港人士           |   |   |   |   |   |   |   |   |   |    |    |    |    |    |
| 特邀澳門人士           |   |   |   |   |   |   |   |   |   |    |    |    |    |    |
| 特別邀請人士           |   |   |   |   |   |   |   |   |   |    |    |    |    |    |
| 總計                   |   |   |   |   |   |   |   |   |   |    |    |    |    |    |

### 常委會
| 中國共產黨             |
| 中國國民黨革命委員會   |
| 中國民主同盟           |
| 中國民主建國會         |
| 中國民主促進會         |
| 中國農工民主黨         |
| 中國致公黨             |
| 九三學社               |
| 台灣民主自治同盟       |
| 無黨派人士             |
| 中國共產主義青年團     |
| 中華全國總工會         |
| 中華全國婦女聯合會     |
| 中華全國青年聯合會     |
| 中華全國工商業聯合會   |
| 中國科學技術協會       |
| 中華全國台灣同胞聯誼會 |
| 中華全國歸國華僑聯合會 |
| 文化藝術界             |
| 科學技術界             |
| 社會科學界             |
| 經濟界                 |
| 農業界                 |
| 教育界                 |
| 體育界                 |
| 新聞出版界             |
| 醫藥衛生界             |
| 對外友好界             |
| 社會福利和社會保障界   |
| 少數民族界             |
| 宗教界                 |
| 特邀香港人士           |
| 特邀澳門人士           |
| 特別邀請人士           |